# Heinrich Vater
Heinrich August Vater (* 5. September 1859 in Bremen; † 10. Februar 1930 in Dresden) war ein deutscher Bodenkundler und Forstwissenschaftler. Vater war der Begründer der forstlichen Bodenkunde und Standortslehre und auch der Forstdüngung.

## Biografie
Vater wurde im Alter von 28 Jahren als Professor für Mineralogie und Geologie an die 1811 von Heinrich Cotta gegründete Königliche-Sächsische Forstakademie Tharandt berufen und wirkte dort von 1887 bis 1925. Ab 1896 führte er eigenständige Vorlesungen für forstliche Bodenkunde und Standortslehre ein, da deren Bedeutung für die forstliche Praxis ständig wuchs.
Seine Arbeiten zur Anlage und statistischen Auswertung von Feldversuchen (u. a. Streuentnahme) und die Ergebnisse seiner methodisch exakt betriebenen Forschung haben heute noch Gültigkeit.
1898 wurde er zum Mitglied der Leopoldina gewählt.

## Schriften (Auswahl)
- Die fossilen Hölzer der Phosphoritlager des Herzogthums Braunschweig, Inaugural-Dissertation, Leipzig und Berlin 1884 (Abdruck in: Zeitschrift der Deutschen geologischen Gesellschaft 1884)
- Tabellarische Uebersicht über die wichtigeren Mineralien, Freiberg in Sachsen 1889 (3., vermehrte Auflage Tharandt 1911 unter dem Titel Übersicht über die wichtigeren Mineralien und Gesteine. Für die Vorträge über Mineralogie und Petrographie an der Königlich Sächsischen Forstakademie zu Tharandt etc.)
- Die Beschreibung des Standortes als Grundlage zur Beurteilung seines Einflußes auf den Pflanzenwuchs, aus: Internationale Mitteilungen für Bodenkunde (Hefte 4–6/1916), Berlin und Wien 1916
- Die Stellung der Forstwissenschaft im Hochschulwesen, in: Tharandter Forstliches Jahrbuch 1918, Berlin 1918
- Die Ausgleichungsrechnung bei Bodenkulturversuchen, Mitteilungen aus der Königlich-Sächsischen forstlichen Versuchsanstalt zu Tharandt (Band 2, Heft 1), Berlin 1918
- Die Bewurzelung der Kiefer, Fichte und Buche, in: Tharandter Forstliches Jahrbuch (Band 78, Heft 3/1927), Berlin 1927
- zusammen mit Hans Friedrich Sachße: Forstliche Anbauversuche, insbesondere Düngungsversuche, Arbeiten der Deutschen Landwirtschafts-Gesellschaft (Heft 352), Berlin 1927
- Beiträge zur Kenntnis der Humusauflage von Fichte und Kiefer. Mitteilungen aus der Abteilung für Standortslehre, Mitteilungen aus den Sächsischen forstlichen Versuchsanstalten zu Tharandt (Band 3, Heft 4), Berlin 1928